# ويليم ينس
ويليم ينس (بالهولندية: Willem Jens)‏ هو مجدف هولندي، ولد في 22 أكتوبر 1908 في Schoonrewoerd ‏ في هولندا، وتوفي في 4 أغسطس 1999 في Achel ‏ في بلجيكا.

## وصلات خارجية
- ويليم ينس على موقع الاتحاد الدولي للتجديف (الإنجليزية)
- ويليم ينس على موقع أوليمبيديا (الإنجليزية)